# Exchange-traded fund
Um exchange-traded fund (ETF), ou fundo de índice, é um fundo de investimento negociado na Bolsa de Valores como se fosse uma ação. Um ETF também pode ser chamado de fundo de índice. A maioria dos ETFs acompanham um índice, como um índice de ações ou índice de títulos. Os ETFs podem ser atraentes como investimentos por causa de seus baixos custos, eficiência tributária e recursos semelhantes a ações.
Os ETFs surgiram no fim da década de 80 nos EUA, sendo o segundo deles lançado em 1990 na Bolsa de Toronto, e hoje são uma das maiores classes de ativos da indústria de investimentos mundial, além de serem os ativos mais negociados em vários mercados acionários internacionais. Inicialmente os ETFs se limitavam a replicar um determinado índice de ações de um único mercado, mas com o desenvolvimento da indústria surgiram ETFs que replicam índices de ações de vários países ou regiões, índices de commodities, commodities isoladas como ouro e petróleo e índices de renda fixa. Apesar da maioria dos ETFs ainda hoje serem indexados, há também no mercado internacional ETFs com gestão ativa, além de ETFs alavancados que buscam reproduzir a rentabilidade diária de um benchmark multiplicada por um fator (por exemplo, x1,5 ,x2 ou mesmo x-1 no caso de ETFs short).
Os ETF, diferentemente dos fundos fechados tradicionais, podem ter emissão ou destruição de cotas de acordo com a demanda. A montagem e desmontagem é feita por instituições financeiras credenciadas pelos administradores de cada um destes produtos, conhecidas como agentes autorizados, e só podem ser realizadas em múltiplos pré-determinados de cotas que correspondem a uma unidade de criação/destruição. Essas unidades podem ser trocadas por cestas de ativos (modelo in-kind) ou por dinheiro (modelo de cash creation).
Quanto à sua composição, os ETFs podem ter em sua carteira os ativos que compõem os índices que replicam (modelo existente no Brasil e comum no mercado americano) ou derivativos como futuros e swaps (conhecidos como sintéticos e comuns nos mercados europeus).
Os ETFs oferecem eficiência tributária e menores custos de transação. Mais de US$ 2 trilhões foram investidos em ETFs nos Estados Unidos entre os quais foram introduzidos em 1993 e 2015. Até o final de 2015, os ETFs ofereceram "1.800 produtos diferentes, cobrindo quase todos os setores conceituais, nicho e estratégia de negociação".

## Estrutura
Um ETF é um tipo de fundo. Possui ativos (títulos, ações, barras de ouro, etc.) e divide a própria propriedade em ações detidas pelos acionistas. Os detalhes da estrutura (como uma corporação ou trust) variam de acordo com o país, e mesmo dentro de um país pode haver várias estruturas possíveis. Os acionistas possuem indiretamente os ativos do fundo, e eles geralmente receberão um relatório anual. Os acionistas têm direito a uma parte dos lucros, como juros ou dividendos, e eles podem obter um valor residual no caso de o fundo ser liquidado. Sua participação no fundo pode ser facilmente comprada e vendida.
Os ETFs são semelhantes em muitos aspectos aos fundos de investimento tradicionais, exceto que as ações em um ETF podem ser compradas e vendidas ao longo do dia, como ações em uma bolsa de valores através de uma corretora. Ao contrário dos fundos de investimento tradicionais, os ETFs não vendem ou resgatam suas ações individuais no valor patrimonial líquido (NAV). Em vez disso, as instituições financeiras compram e resgatam ações do ETF diretamente do ETF, mas apenas em grandes blocos (como 50 000 ações), chamadas unidades de criação. As compras e resgates das unidades de criação geralmente são em espécie, com o investidor institucional contribuindo ou recebendo uma cesta de valores do mesmo tipo e proporção detida pelo ETF, embora alguns ETFs possam exigir ou permitir que um acionista comprador ou vendedor substitua dinheiro por alguns ou todos os valores mobiliários na cesta de ativos.
A capacidade de comprar e resgatar unidades de criação dá aos ETFs um mecanismo de arbitragem destinado a minimizar o possível desvio entre o preço de mercado e o valor patrimonial líquido das ações do ETF. Os ETFs existentes possuem portfólios transparentes, então os investidores institucionais saberão exatamente quais ativos do portfólio eles devem reunir se desejam comprar uma unidade de criação e a bolsa divulga o valor patrimonial líquido atualizado das ações durante o dia de negociação, tipicamente em intervalos de 15 segundos.
Se existe uma forte demanda de investidores por um ETF, o preço da ação aumentará temporariamente acima do valor patrimonial líquido por ação, dando a árbitros um incentivo para comprar unidades de criação adicionais do ETF e vender as ações do ETF componente no mercado aberto. O fornecimento adicional de ações da ETF reduz o preço de mercado por ação, geralmente eliminando o prêmio sobre o valor patrimonial líquido. Um processo semelhante aplica-se quando há uma demanda fraca para um ETF: suas ações negociam com um desconto do valor patrimonial líquido.

### Estados Unidos
Nos Estados Unidos, a maioria dos ETFs são estruturados como empresas de investimento de gestão aberta (a mesma estrutura utilizada pelos fundos mútuos e fundos do mercado monetário), embora alguns ETFs, incluindo alguns dos maiores, estejam estruturados como fundos de investimentos unitários. Os ETFs estruturados como fundos abertos têm maior flexibilidade na construção de uma carteira e não estão proibidos de participar de programas de empréstimos de títulos ou de usar futuros e opções para alcançar seus objetivos de investimento.
De acordo com os regulamentos existentes, um novo ETF deve receber uma ordem da Securities and Exchange Commission (SEC), dando-lhe alívio das provisões da Investment Company Act de 1940 que de outra forma não permitiriam a estrutura da ETF. Em 2008, a SEC propôs regras que permitiriam a criação de ETF sem a necessidade de ordens de isenção. De acordo com a proposta da SEC, um ETF seria definido como uma empresa registrada de investimento de gestão aberta que:
- Emite (ou resgata) unidades de criação em troca do depósito (ou entrega) de cesta de ativos cujo valor atual é divulgado por ação por uma bolsa de valores nacional a intervalos regulares durante o dia de negociação;
- Identifica-se como um ETF em qualquer literatura de vendas;
- Emite ações que são aprovadas para cotação e negociação de uma bolsa de valores;
- Divulga a cada dia útil em seu site acessível publicamente o valor patrimonial líquido do dia útil anterior e o preço de mercado de fechamento das ações do fundo e o prêmio ou desconto do preço de mercado de fechamento em relação ao valor patrimonial líquido das ações do fundo como porcentagem da receita líquida do valor líquido do ativo;
- Ou é um fundo de índice, ou divulga cada dia útil em seu site acessível ao público as identidades e a ponderação dos títulos componentes e outros ativos detidos pelo fundo.[10]

A proposta de regra da SEC permitiria que os ETFs fossem fundos do índice ou fossem fundos totalmente gerenciados ativamente e transparentes. Historicamente, todos os ETFs nos Estados Unidos tinham sido fundos do índice. Em 2008, no entanto, a SEC começou a emitir ordens de isenção para ETF totalmente transparente e gerenciado ativamente. A primeira dessas encomendas foi o PowerShares Actively Managed Exchange-Traded Fund Trust, e o primeiro ETF de gestão ativa nos Estados Unidos foi o Bear Stearns Current Yield Fund, um fundo de curto prazo que começou a ser negociado na Bolsa de Valores norte-americana sob o símbolo YYY em 25 de março de 2008. A proposta de regra da SEC indica que a SEC ainda pode considerar os futuros pedidos de pedidos de isenção de ETFs gerenciados ativamente que não satisfaçam os requisitos de transparência da regra proposta.
Alguns ETFs investem principalmente em commodities ou instrumentos baseados em commodities, como petróleo bruto e metais preciosos. Embora esses ETFs de commodities sejam semelhantes, de acordo com os ETFs que investem em títulos, eles não são empresas de investimento sob a Investment Company Act de 1940.
Os grantor trusts negociados publicamente, tais como os títulos da HOLDRs da Merrill Lynch, às vezes são considerados ETFs, embora faltem muitas das características de outros ETFs. Os investidores em grantor trusts têm interesse direto na cesta básica de valores mobiliários, que não altera, exceto para refletir ações corporativas, como divisões de ações e fusões. Os fundos deste tipo não são empresas de investimento sob a Investment Company Act de 1940.
A partir de 2009, havia aproximadamente 1.500 fundos negociados em bolsa negociados nas bolsas dos EUA. Esta contagem usa a definição mais ampla de ETFs, incluindo HOLDRs e fundos closed-end (CEF).

## História
Os ETFs tiveram sua gênese em 1989 com Index Participation Shares, um proxy S&P 500 que negociou na American Stock Exchange e na Philadelphia Stock Exchange. Este produto, no entanto, foi de curta duração depois que um processo da Chicago Mercantile Exchange teve sucesso na parada de vendas nos Estados Unidos.
Um produto similar, Toronto Index Participation Shares, começou a ser negociado na Toronto Stock Exchange (TSE) em 1990. As ações, que acompanharam a TSE 35 e mais tarde os índices TSE 100, mostraram-se populares. A popularidade desses produtos levou a American Stock Exchange a tentar desenvolver algo que cumprisse a regulamentação da SEC nos Estados Unidos.
Nathan Most e Steven Bloom, sob a direção de Ivers Riley, projetaram e desenvolveram os Standard & Poor's Depositary Receipts (Predefinição:NYSE Arca), que foram introduzidos em janeiro de 1993. Conhecido como SPDRs ou "Spiders", o fundo tornou-se o maior ETF do mundo. Em maio de 1995, eles criaram o MidCap SPDR (Predefinição:NYSE Arca).
Barclays Global Investors, subsidiária do Barclays PLC, em conjunto com a MSCI e como seu subscritor, distribuidora de terceiros com base em Boston, o Funds Distributor Inc., entrou no mercado em 1996 com as World Equity Benchmark Shares (WEBS), que se tornou  iShares MSCI Index Fund Shares. WEBS rastreou os índices dos países MSCI, originalmente 17, do fornecedor do índice de fundos, Morgan Stanley. Os WEBS foram particularmente inovadores porque proporcionaram aos investidores casuais um fácil acesso aos mercados estrangeiros. Enquanto os SPDRs foram organizados como fundos de investimento unitário, o WEBS foi criado como um fundo mútuo, o primeiro de seu tipo.
Em 1998, State Street Global Advisors introduziu o "Sector Spiders", que segue nove setores do S&P 500. Também em 1998, foram introduzidos os "Dow Diamonds" (Predefinição:NYSE Arca), seguindo a famosa  Dow Jones Industrial Average. Em 1999, os influentes "cubos" (NASDAQ: QQQ) foram lançados tentando replicar o movimento do NASDAQ-100.
Em 2000, a Barclays Global Investors colocou um esforço significativo por trás do mercado ETF, com uma forte ênfase na educação e distribuição para alcançar investidores de longo prazo. A linha iShares foi lançada no início de 2000. Dentro de cinco anos, a iShares superou os ativos de qualquer outro concorrente ETF nos EUA e na Europa. A Barclays Global Investors foi vendida para a BlackRock em 2009.
The Vanguard Group entrou no mercado em 2001. O primeiro fundo foi Vanguard Total Stock Market ETF, que se tornou bastante popular, e eles fizeram o Vanguard Extended Market Index ETF (VXF). Alguns dos ETF da Vanguard são uma classe de ações de um fundo mútuo existente.
A iShares criou os primeiros fundos de títulos do Tesouro em julho de 2002, com base em títulos do Tesouro dos EUA e títulos corporativos, como iShares iBoxx $ Invst Grade Crp Bond (LQD). Eles também criaram um fundo TIPS. Em 2007, introduziram fundos baseados em títulos junk e muni; quase ao mesmo tempo, a SPDR e a Vanguard aceleraram e criaram vários dos seus fundos de títulos do Tesouro.
Desde então, os ETFs proliferaram, adaptados a uma gama cada vez mais específica de regiões, setores, commodities, títulos, futuros e outras classes de ativos. A partir de janeiro de 2014, havia mais de 1 500 ETFs negociados nos EUA, com mais de US$ 1,7 trilhão de ativos. Em dezembro de 2014, os ativos de ETFs dos EUA ultrapassaram os US$ 2 trilhões. Em dezembro de 2014, ativos de ETFs dos EUA passaram dos US$ 2 trilhões.

## Usos em investimento
Os ETFs geralmente fornecem a diversificação, baixa taxa de despesas e eficiência tributária de fundo de índice , mantendo todas as características do estoque ordinário, como ordens limites, operar vendido e opções. Como os ETFs podem ser comprados, detidos e vendidos de forma barata, alguns investidores investem em ações de ETFs como um investimento de longo prazo para fins de alocação de ativos, enquanto outros investidores comercializam ETF freqüentemente para implementar estratégias de investimento market timing. Entre as vantagens dos ETFs estão os seguintes:
- Custos mais baixos: os ETF geralmente têm custos mais baixos do que outros produtos de investimento porque a maioria dos ETFs não são gerenciados ativamente e porque os ETFs estão isolados dos custos de ter que comprar e vender títulos para acomodar compras e resgates de acionistas. Os ETFs tipicamente têm menores despesas de marketing, distribuição e contabilidade, e a maioria dos ETFs não tem taxas;
- Flexibilidade de compra e venda: os ETFs podem ser comprados e vendidos a preços de mercado atuais a qualquer momento durante o dia de negociação, ao contrário dos fundos de investimento e dos fundos de investimento unitário, que só podem ser negociados no final do dia de negociação. Como títulos negociados publicamente, suas ações podem ser compradas usando margem e ser vendidas(short), permitindo o uso de estratégias de hedging, e negociadas usando ordens de stop e ordens limitadas, o que permite que os investidores especifiquem os pontos de preço em que eles estão dispostos a negociar;
- Eficiência fiscal: os ETFs geralmente geram ganhos de capital relativamente baixos, porque geralmente têm baixa rotatividade de ações ou títulos de suas carteiras. Embora esta seja uma vantagem que eles compartilhem com outros fundos do índice, sua eficiência fiscal é melhorada porque não precisa vender ativos para atender a resgates de investidores;
- Exposição e diversificação do mercado: os ETFs fornecem uma maneira econômica de reequilibrar as alocações de carteira e "equacionar" o dinheiro investindo rapidamente. Um índice ETF oferece, inerentemente, diversificação em todo um índice. Os ETFs oferecem exposição a uma variedade diversificada de mercados, incluindo índices amplos, índices internacionais abrangentes e específicos do país, índices específicos do setor, índices de títulos e commodities.
- Transparência: os ETFs, sejam fundos de índices ou gerenciados ativamente, possuem portfólios transparentes e são precificados em intervalos frequentes ao longo do dia de negociação.

Algumas dessas vantagens derivam do status da maioria dos ETFs como fundos do índice.

## Tipos

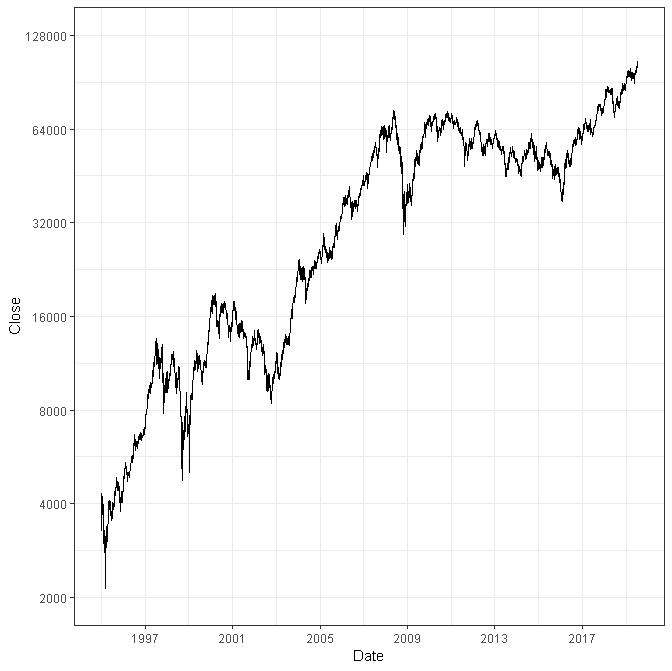
Gráfico histórico do Índice Bovespa (Ibovespa), da bolsa de valores de São Paulo

### ETFs de índice
A maioria dos ETFs são fundos de índice que tentam replicar o desempenho de um índice específico. Os índices podem basear-se em ações, títulos, commodities ou moeda de divisas. Um fundo de índice procura acompanhar o desempenho de um índice, mantendo em seu portfólio o conteúdo do índice ou uma amostra representativa dos títulos no índice. A partir de junho de 2012, nos Estados Unidos, existem cerca de 1 200 ETFs de índice, com cerca de 50 gerenciados ativamente. Os ativos do índice ETF são de cerca de US$ 1,2 trilhão, em comparação com cerca de US$ 7 bilhões para ETFs gerenciados ativamente. Alguns ETFs de índice, conhecidos como ETFs alavancados ou ETFs inversos, usam investimentos em derivativos para buscar um retorno que corresponda a um múltiplo ou o inverso (o oposto) do desempenho diário do índice.
Alguns ETFs indexados investem 100% de seus ativos proporcionalmente nos títulos subjacentes a um índice, uma forma de investimento chamado "replicação". Outros ETFs de índice usam "amostragem representativa", investindo de 80% a 95% de seus ativos nos títulos de um índice subjacente e investindo os restantes 5% a 20% de seus ativos em outros ativos, como futuros, opções e swaps e valores não incluídos no índice subjacente, que o gestor do fundo acredita que ajudará o ETF a atingir seu objetivo de investimento. Existem várias maneiras pelas quais o ETF pode ser ponderado, como a ponderação igual ou a ponderação da receita. Para os ETF de índices que investem em índices com milhares de títulos subjacentes, alguns ETFs indexados empregam "amostragem agressiva" e investem apenas um pequeno percentual dos títulos subjacentes.

### ETFs de ações

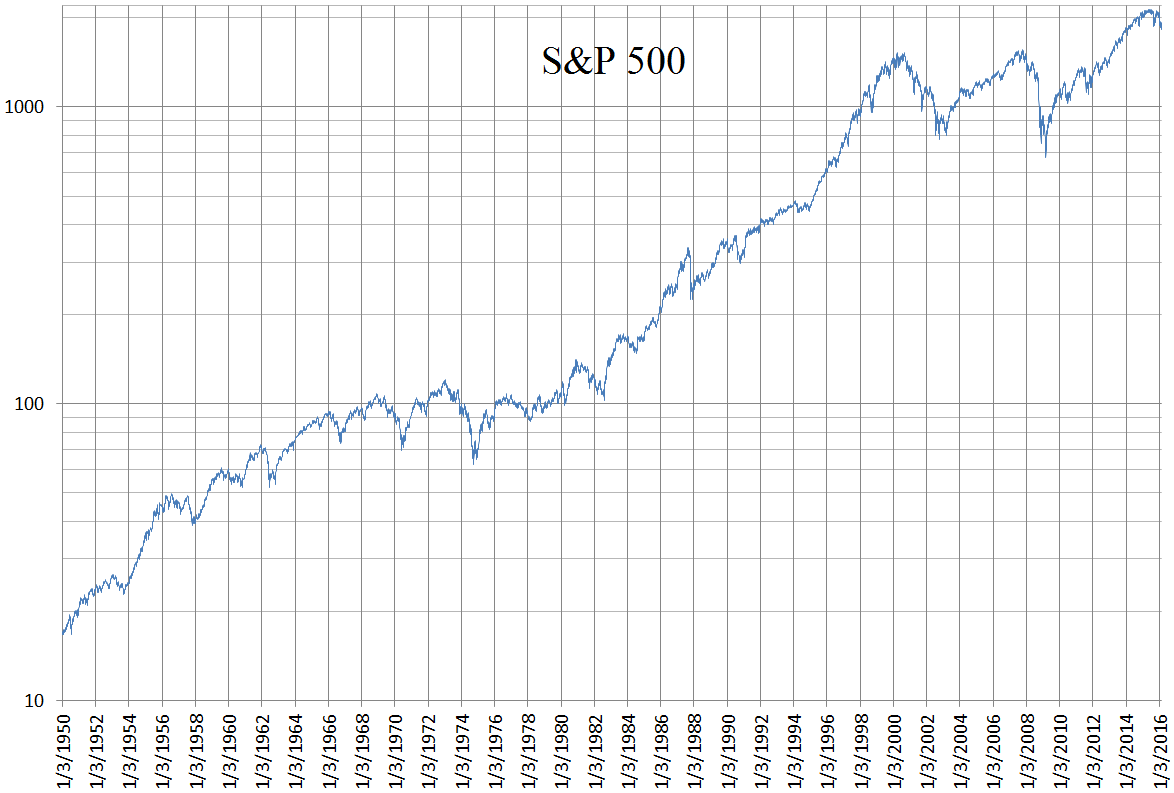
Gráfico histórico do principal índice dos EUA, o S&P 500

O primeiro e mais popular ETF acompanha as ações. Muitos fundos seguem índices nacionais; por exemplo, o Vanguard Total Stock Market ETF rastreia o CRSP U.S. Total Market Index, e vários fundos acompanham o S&P 500, ambos os índices de ações dos EUA. Outros fundos possuem ações de muitos países; por exemplo, o Vanguard Total International Stock Index acompanha o MSCI All Country World ex USA Investable Market Index, enquanto o iShares MSCI EAFE Index acompanha o índice MSCI EAFE Index, ambos "Índices mundiais exceto EUA".
Os ETFs de ações podem ter estilos diferentes, como large cap, small-cap, crescimento, valor, etc. Por exemplo, o índice S&P 500 é de grande e média capitalização, portanto, o SPDR S&P 500 ETF não conterá ações small caps(de pequena capitalização). Outros, como iShares Russell 2 000, são principalmente para ações de pequena capitalização. Existem vários ETFs de estilo, como iShares Russell 1 000 Growth e iShares Russell 1 000 Value. Os ETFs focados em dividendos foram populares nos primeiros anos da década de 2010, como o iShares Select Dividend.
Os ETFs também podem ser de setor. Estes podem ser setores amplos, como finanças e tecnologia, ou áreas específicas de nicho, como energia limpa. Eles também podem ser para um país ou global. Os críticos disseram que ninguém "precisa" de um fundo de setor. Este ponto não é realmente específico para ETFs; as questões são iguais com fundos mútuos. Os fundos são populares, pois as pessoas podem colocar seu dinheiro na última tendência da moda, ao invés de investir em áreas em menos evidência.

### ETFs de títulos
Os fundos negociados em bolsa que investem em títulos são conhecidos como ETF de títulos. Eles prosperam durante recessões econômicas porque os investidores tiram seu dinheiro do mercado de ações e colocam em títulos (por exemplo, títulos do Tesouro ou aqueles emitidos por empresas consideradas financeiramente estáveis). Devido a essa relação de causa e efeito, o desempenho do ETF de títulos talvez seja um indicativo das condições econômicas. Existem várias vantagens como as corretagens de negociação razoáveis, mas este benefício pode ser compensado negativamente pelas taxas, se compradas e vendidas por terceiros.

### ETF de commodities

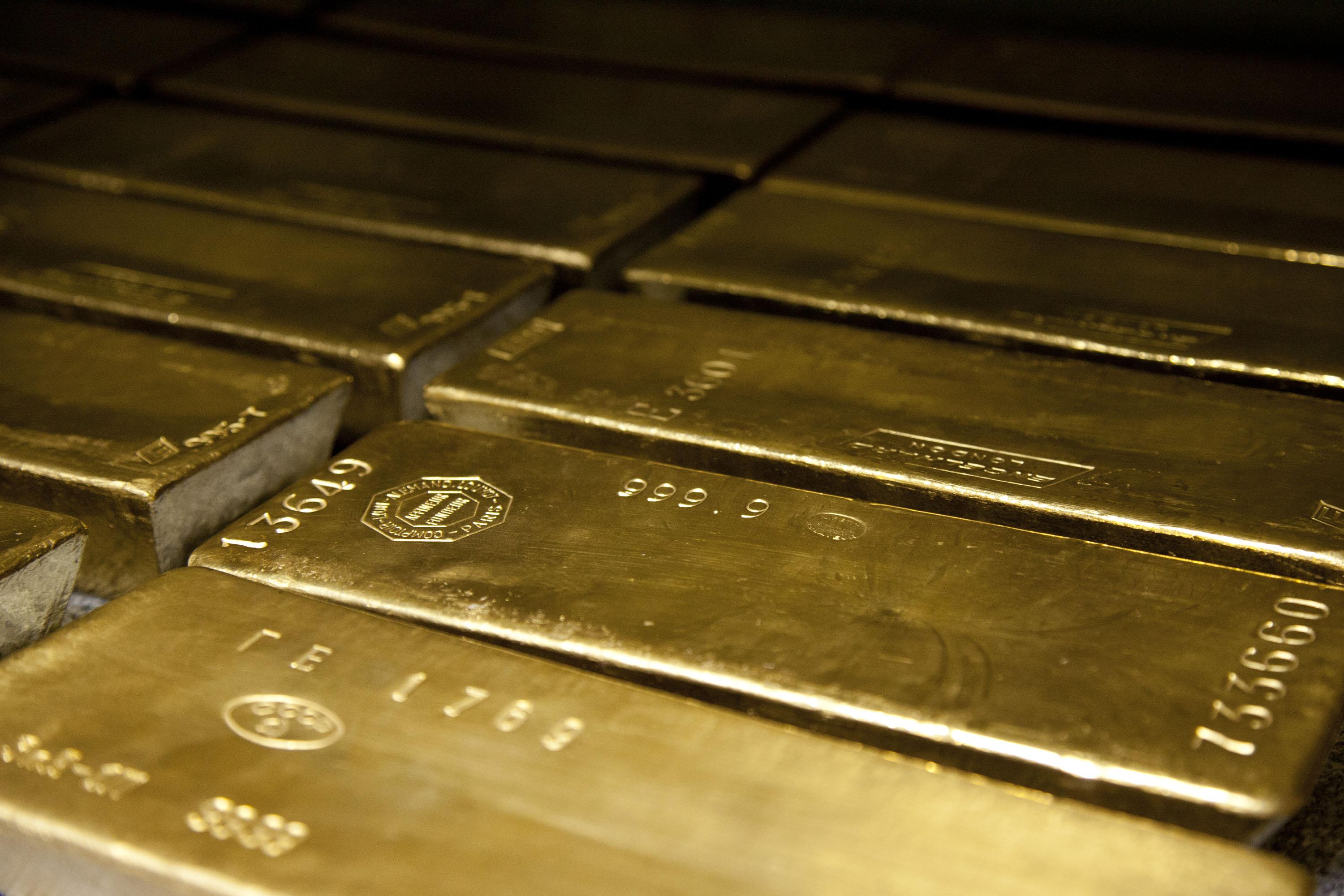
O primeiro ETF de metais preciosos foi o de ouro

ETFs de commodities também são conhecidos como ETC ou CETFs. Os ETFs de commodities investem em commodities como metais preciosos, produtos agrícolas ou hidrocarbonetos. Entre os primeiros ETFs de commodities estavam os fundos negociados em bolsa de ouro, que foram oferecidos em vários países. A ideia de um ETF de ouro foi inicialmente conceituada oficialmente pela Benchmark Asset Management Company Private Ltd na Índia, quando apresentaram uma proposta com o SEBI em maio de 2002.  O primeiro fundo de troca de ouro foi o Gold Bullion Securities lançado no ASX em 2003 e o primeiro fundo de troca de moeda de prata foi o iShares Silver Trust lançado na NYSE em 2006. Em novembro de 2010, um ETF de commodities, ou seja, SPDR Gold Shares, era o segundo maior ETF por capitalização de mercado.
Os primeiros ETFs de commodities, como SPDR Gold Shares (NYSE Arca: GLD) e iShares Silver Trust (NYSE Arca: SLV), possuíam a mercadoria física (por exemplo, barras de ouro e prata). Similar a estes são os ETFS Physical Palladium (NYSE Arca: PALL) e ETFS Physical Platinum (NYSE Arca: PPLT). No entanto, a maioria implementa uma estratégia de negociação de futuros, que pode produzir resultados bastante diferentes do de possuir a commodity.
Os ETFs de commodities são negociados da mesma forma que ações, são simples e eficientes e oferecem exposição a uma gama cada vez maior de commodities e índices de commodities, incluindo energia, metais e agrícolas. No entanto, é importante que um investidor perceba que muitas vezes existem outros fatores que afetam o preço de um ETF de commodities que pode não ser imediatamente aparente. Por exemplo, os compradores de um ETF de petróleo, como o USO, podem pensar que, enquanto o petróleo aumentar, eles irão se beneficiar linearmente. O que não é claro para o investidor novato é o método pelo qual esses fundos ganham exposição aos seus produtos subjacentes. No caso de muitos fundos de commodities, eles simplesmente rolam os contratos de futuros do mês seguinte de mês para mês. Isso dá exposição à commodity, mas expõe o investidor a riscos envolvidos em diferentes preços ao longo da estrutura do termo, como um alto custo para rolar.

### ETFs de moedas

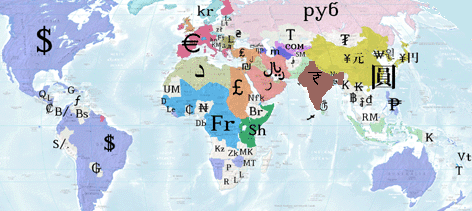
Existem ETFs de várias moedas negociadas mundialmente

Em 2005, a Rydex Investments lançou o primeiro ETF de moeda denominada Euro Currency Trust (NYSE Arca: FXE) em Nova York. Desde então, a Rydex lançou uma série de fundos que rastreiam todas as principais moedas sob sua marca CurrencyShares. Em 2007, o db x-trackers do Deutsche Bank lançou o EONIA Total Return Index ETF em Frankfurt seguindo o euro e, mais tarde, em 2008, o Sterling Money Market ETF (LSE: XGBP) e o ETF (LSE: XUSD) em Londres. Em 2009, a ETF Securities lançou a maior plataforma de FX do mundo, rastreando o Índice MSFXSM, cobrindo 18 ETCs longas ou curtas, versus moedas únicas do G10. Os fundos são produtos de retorno total, onde o investidor obtém acesso à mudança no ponto FX, taxas de juros institucionais locais e um rendimento colateral.

### ETFs de gestão ativa
A maioria dos ETFs são fundos indexados, mas alguns ETFs possuem gerenciamento ativo. Os ETF ativamente gerenciados só foram oferecidos nos Estados Unidos a partir de 2008. O primeiro ETF ativo foi Bear Stearns Current Yield ETF (Ticker: YYY).  Atualmente, os ETFs gerenciados ativamente são totalmente transparentes, publicando diariamente suas atuais carteiras de valores mobiliários em seus sites. No entanto, a SEC indicou que estava disposto a considerar permitir que ETFs gerenciados ativamente não fossem totalmente transparentes no futuro  e, mais tarde, os ETFs gerenciados ativamente buscaram alternativas para transparência total.
A natureza totalmente transparente dos ETFs existentes significa que um ETF gerenciado ativamente está em risco de atividades de arbitragem por participantes do mercado que podem optar por gerenciar suas negociações, pois relatórios diários das participações da ETF revelam a estratégia de negociação do gerente. Os ETF inicialmente geridos ativamente gerenciaram esse problema negociando apenas semanalmente ou mensalmente. Os ETF de dívida controlados ativamente, que são menos suscetíveis a front-running, operam suas participações mais freqüentemente.
O mercado ETF ativamente gerenciado tem sido amplamente visto como mais favorável aos fundos de títulos, porque as preocupações com a divulgação das participações em títulos são menos pronunciadas, há menos opções de produtos, e há maior apetite por produtos de títulos. A ETF NYSE de curta duração melhorada da Pimco: a MINT é a maior ETF gerenciada ativamente, com aproximadamente US $ 3,93 bilhões em ativos a partir de 16 de maio de 2014.
Os ETFs gerenciados ativamente cresceram mais rapidamente nos seus primeiros três anos de existência do que os ETFs indexados nos primeiros três anos de existência. À medida que os registros de histórico se desenvolvem, muitos vêem ETFs gerenciados ativamente como uma ameaça competitiva significativa para fundos de investimento gerenciados ativamente. No entanto, muitos estudos acadêmicos questionaram o valor da gestão ativa. Jack Bogle, do Grupo Vanguard, escreveu um artigo no Financial Analysts Journal, onde ele estimava que as taxas mais elevadas, bem como os custos ocultos (tais taxas de negociação mais e menor retorno de caixa) reduzem os retornos para os investidores em cerca de 2,66 pontos percentuais por ano "a enorme diferencial considerando que os retornos reais a longo prazo das ações americanas foram de 6,45%". Mesmo sem considerar custos ocultos, altas taxas afetam negativamente o desempenho a longo prazo. Em outro artigo do Financial Analysts Journal, o premiado com o Prêmio Nobel, Bill Sharpe "calculou que alguém que economizou através de um fundo de baixo custo teria um padrão de vida em aposentadoria 20% maior do que alguém que economizou em um fundo de alto custo".

### Exchange-traded grantor trusts
Uma exchange-traded grantor trust foi usada para dar juros em uma cesta estática de ações selecionadas de uma determinada indústria. Esses produtos possuem algumas propriedades em comum com ETFs - custos baixos, baixo volume de negócios e eficiência tributária: mas geralmente são considerados separados dos ETFs. O principal exemplo foi o Holding Company Depositary Receipts, ou HOLDRs, um produto proprietário da Merrill Lynch, mas estes agora desapareceram da cena. SPDR Gold Shares é uma grantor trust.

### ETFs inversos
Os ETF inversos são construídos usando vários derivativos com o objetivo de lucrar com uma queda no valor do benchmark subjacente. É um tipo semelhante de investimento para a realização de várias posições vendidas(short) ou usando uma combinação de estratégias avançadas de investimento para lucrar com a queda dos preços. Muitos ETFs inversos usam futuros diários como benchmark subjacente.

### ETFs com alavancagem
Os fundos negociados em bolsa com alavancagem (LETFs ou ETFs alavancados) são um tipo de ETF que tentam alcançar retornos mais sensíveis aos movimentos do mercado que os ETFs não alavancados. Os ETFs de índice de alavancagem são frequentemente comercializados como fundos de touro ou urso. Um fundo de ETF alavancado ETF pode, por exemplo, tentar obter retornos diários que são 2x ou 3x mais pronunciados do que a Industrial Dow Jones Average ou o S&P 500. Um fundo ETF inverso alavancado (urso), por outro lado, pode tentar obter retornos que são -2x ou -3x o retorno do índice diário, o que significa que ele ganhará o dobro ou o triplo da perda do mercado. Os ETFs com alavancagem exigem o uso de técnicas de engenharia financeira, incluindo o uso de swaps de ações, derivativos e reequilíbrio, e re-indexação para obter o retorno desejado. A maneira mais comum de construir ETFs alavancados é negociando contratos de futuros.
O reequilíbrio e re-indexação de ETF alavancados podem ter custos consideráveis quando os mercados são voláteis. O problema do reequilíbrio é que o gestor do fundo incorre em perdas comerciais porque ele precisa comprar quando o índice aumenta e vende quando o índice diminui para manter um índice de alavancagem fixo. Uma variação diária de 2,5% no índice, por exemplo, reduzirá o valor de um fundo ósseo -2x em cerca de 0,18% por dia, o que significa que cerca de um terço do fundo pode ser desperdiçado em perdas comerciais no prazo de um ano (1- (1- 0,18%) 252 = 36,5%). No entanto, os investidores podem contornar esse problema comprando ou escrevendo futuros diretamente, aceitando um índice de alavancagem variável. [Citação necessária] Uma estimativa mais razoável das mudanças diárias do mercado é de 0,5%, o que leva a uma perda anual de 2,6% do capital em um fundo alavancado 3x.
O problema de re-indexação dos ETF alavancados decorre do efeito aritmético da volatilidade do índice subjacente. Pegue, por exemplo, um índice que começa em 100 e um fundo 2X com base nesse índice que também começa em 100. Em um primeiro período de negociação (por exemplo, um dia), o índice subiu 10% para 110. O fundo 2X será Então aumenta 20% para 120. O índice cai de volta para 100 (uma queda de 9,09%), de modo que agora é igual. A queda no fundo 2X será 18.18% (2 * 9.09). Mas 18,18% de 120 é de 21,82. Isso coloca o valor do fundo 2X em 98.18. Mesmo que o índice permaneça inalterado após dois períodos de negociação, um investidor no fundo 2X teria perdido 1,82%. Esse declínio no valor pode ser ainda maior para fundos inversos (fundos alavancados com multiplicadores negativos, como -1, -2 ou -3). Isso ocorre sempre quando a mudança de valor do índice subjacente muda de direção. E a decadência em valor aumenta com a volatilidade do índice subjacente.
O efeito da alavancagem também se reflete no preço das opções escritas em ETF alavancados. Em particular, a recompensa do terminal de uma ETF europeia / colocada ou chamada depende da variância realizada (daí o caminho) do índice subjacente. O impacto da relação de alavancagem também pode ser observado a partir das superfícies de volatilidade implícitas das opções ETF alavancadas. Por exemplo, as curvas de volatilidade implícitas dos ETFs alavancados inversos (com multiplicadores negativos como -1, -2 ou -3) são comumente observadas como sendo aumentadas em greve, que é caracteristicamente diferente da volatilidade implícita sorrisos ou incisivos vistos para o índice Opções ou opções de ETF sem alavancagem.
A SEC, em maio de 2017, concedeu a aprovação de um par de ETF 4x alavancados relacionados ao S&P 500 Futures, antes de rescindir a aprovação algumas semanas depois. A decisão diz respeito a dois produtos potenciais: ForceShares Daily 4X US Market Futures Long Fund, que teria listado sob o ticker UP e ForceShares Daily 4X US Market Futures Short Fund, com o ticker DOWN.

## ETFs no Brasil

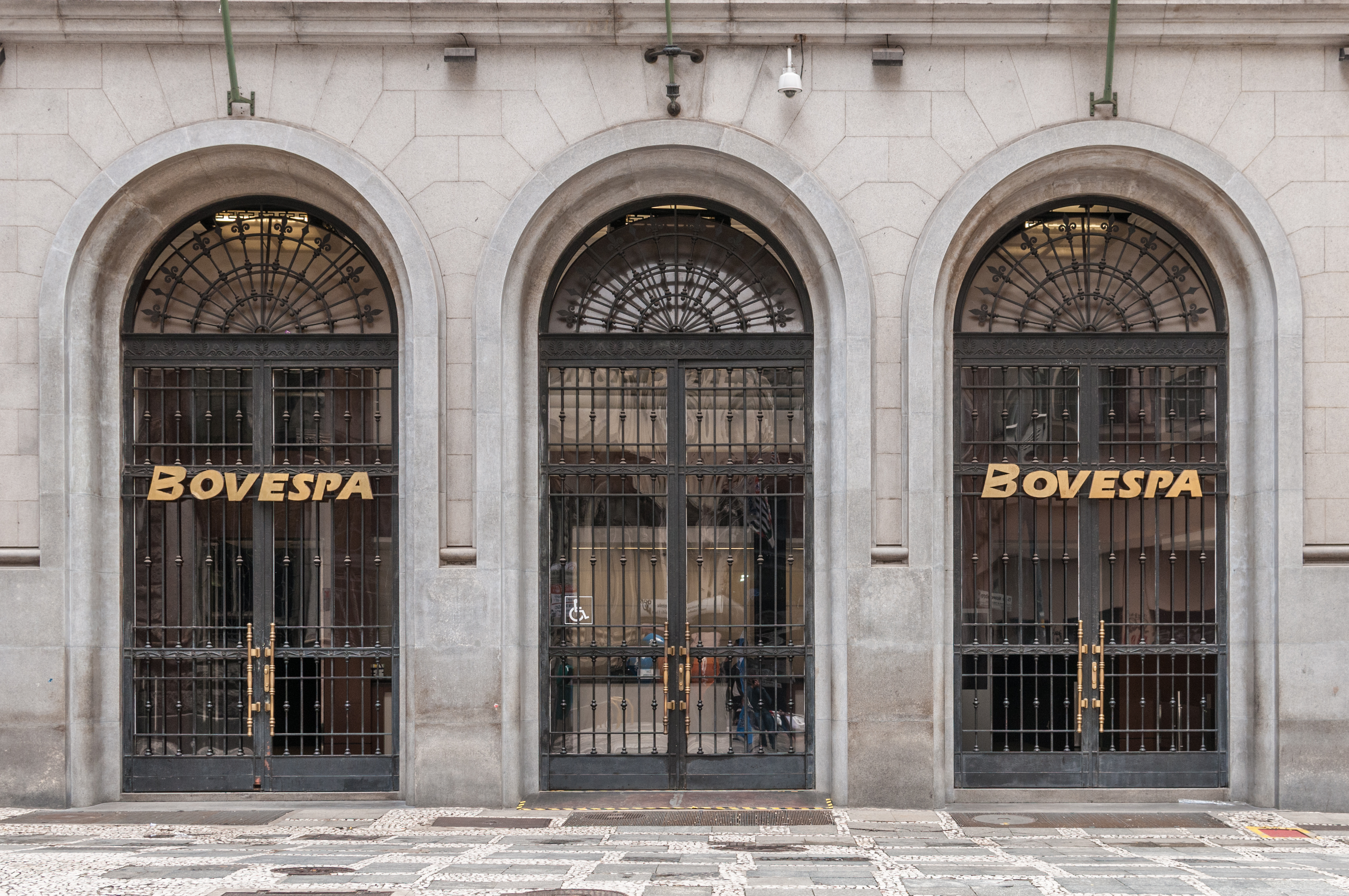
B3, Brasil Bolsa Balcão, a bolsa de valores de São Paulo, antiga BM&FBovespa

No Brasil, os ETFs são chamados de fundos de índice na legislação e são regulamentados pela Instrução 359 da CVM de 2002. Por enquanto, a legislação permite apenas a criação de ETFs de ações e obriga estes a possuírem ao menos 95% de seu patrimônio investidos em ativos de renda variável ou contratos futuros do índice de referência. É permitida apenas a emissão ou resgate de cotas em ações (modelo in-kind).
O primeiro fundo deste tipo surgiu em 2004, fruto de uma operação de venda de parte da carteira de ações do BNDES. O PIBB, Papéis de Índice Brasil Bovespa, negociado sob o ticker PIBB11, é referenciado ao índice IBrX 50 e ainda hoje é um dos maiores fundos de ações do país. 
O ETF brasileiro mais negociado é o BOVA11, que segue o Índice Bovespa. Basicamente, o BOVA11 pega todo o dinheiro que os investidores alocaram no fundo e investe em ações de forma a replicar exatamente a mesma composição do índice Ibovespa. Se a ação da Vale responder por 20% do índice Ibovespa naquele dado momento, por exemplo, o BOVA11 vai ter 20% de sua carteira em Vale.
Além dele, existem hoje no mercado brasileiro outros 16 ETFs, todos referenciados a índices da BM&F Bovespa, como o Ibovespa, o IDIV - Índice de Dividendos, o ISE - Índice de Sustentabilidade Empresarial e vários índices setoriais.
Ao contrário dos EUA, o volume negociado de ETFs no Brasil é ainda muito baixo, apesar do crescimento que vem registrando nos últimos anos. ETFs brasileiros não contam com isenção de Imposto de Renda de operações até R$ 20 mil, como no caso de ações.

### ETFs de ações[61]
- Índice Bovespa - Ibovespa (BBOV11, BOVB11, BOVV11, BOVA11, XBOV11)
- Índice Brasil 50 - IBrX 50 (PIBB11)
- Índice Brasil - IBrX-100 (BRAX11)
- Índice Carbono Eficiente - ICO2 (ECOO11)
- Índice Dividendos - IDIV (DIVO11)
- Índice Financeiro - IFNC (FIND11)
- Índice Governança Corporativa Trade - IGCT (GOVE11)
- Índice de Materiais Básicos - IMAT (MATB11)
- Índice Small Cap - SMLL (SMAC11, SMAL11)
- Índice de Sustentabilidade Empresarial - ISE (ISUS11)
- S&P 500 (IVVB11, SPXI11)
- S&P Dividendos Brasil (BBSD11)
- ESG (ESGB11)

## Comparação entre ETFs e fundos mútuos

### Custos
Os ETFs têm reputação de custos mais baixos do que os fundos de investimento tradicionais. Isso será evidente como um menor índice de despesas. Isto é principalmente por dois fatores, o fato de que a maioria dos ETFs são fundos de índice e algumas vantagens da estrutura da ETF. No entanto, isso precisa ser comparado em cada caso, uma vez que alguns fundos de investimento em índice também têm um índice de despesas muito baixo, e os rácios de despesas de alguns ETFs são relativamente altos. Um fundo de índice é muito mais simples de executar, uma vez que não requer uma seleção de segurança e pode ser feito em grande parte por computador. Não só um ETF tem despesas mais baixas relacionadas ao acionista, mas porque não precisa investir contribuições em dinheiro ou financiar resgates em dinheiro, um ETF não precisa manter uma reserva de caixa para resgates e economiza despesas de corretagem. Os fundos mútuos podem cobrar 1% a 3%, ou mais; Os índices de despesas do fundo de índice são geralmente mais baixos, enquanto os ETFs são quase sempre inferiores a 1%. A longo prazo, essas diferenças de custo podem se transformar em uma diferença notável.
Como os ETFs negociam em uma troca, cada transação geralmente está sujeita a uma comissão de corretagem. As comissões dependem da corretora e qual plano é escolhido pelo cliente. Por exemplo, uma taxa fixa de uma empresa de corretagem on-line nos Estados Unidos varia de US$ 10 a US$ 20, mas pode ser tão baixo quanto $ 0 com corretoras de desconto. Devido a este custo de comissão, o valor investido tem um grande porte; Alguém que deseja investir US$ 100 por mês pode ter uma porcentagem significativa de seu investimento destruído imediatamente, enquanto que para alguém que faz um investimento de US$ 200 000, o custo da comissão pode ser insignificante. Geralmente, os fundos de investimento obtidos diretamente da própria empresa do fundo não cobram uma taxa de corretagem. Assim, quando as transações baixas ou sem custo estão disponíveis, os ETFs se tornam muito competitivos.
A diferença de custo é mais evidente quando comparada com fundos mútuos que cobram uma carga de front-end ou back-end, pois os ETFs não possuem cargas. A taxa de resgate e as taxas de negociação de curto prazo são exemplos de outras taxas associadas a fundos de investimento que não existem com ETFs. Os comerciantes devem ser cautelosos se planejam trocar ETFs inversos e alavancados por curtos períodos de tempo. Deve ser dada uma atenção especial aos custos de transação e às taxas de desempenho diárias, uma vez que a perda combinada combinada potencial pode às vezes não ser reconhecida e compensar ganhos potenciais ao longo de um período de tempo mais longo.

### Impostos e taxas
Os ETFs são estruturados para a eficiência tributária e podem ser mais atraentes do que os fundos mútuos. Nos Estados Unidos, sempre que um fundo mútuo realiza um ganho de capital que não é equilibrado por uma perda realizada, o fundo mútuo deve distribuir os ganhos de capital aos seus acionistas. Isso pode acontecer sempre que o fundo mútuo vende títulos da carteira, quer realocar seus investimentos ou financiar resgates de acionistas. Esses ganhos são tributáveis para todos os acionistas, mesmo aqueles que reinvestiram as distribuições de ganhos em mais ações do fundo. Em contrapartida, os ETFs não são resgatados pelos detentores (em vez disso, os detentores simplesmente vendem suas ações do ETF no mercado de ações, como fariam ações ou efetuam um resgate não tributável de uma unidade de criação de títulos de carteira), de modo que os investidores geralmente apenas realizar ganhos de capital quando eles vendem suas próprias ações ou quando o ETF se negociar para refletir mudanças no índice subjacente.
Na maioria dos casos, os ETFs são mais eficientes em termos fiscais do que os fundos de investimento convencionais nas mesmas classes ou categorias de ativos. Como os ETF da Vanguard são uma classe de ação de seus fundos mútuos, eles não obtêm todas as vantagens fiscais se houver resgates líquidos nas ações do fundo mútuo. Embora eles não obtenham todas as vantagens fiscais, eles obtêm uma vantagem adicional de perda de impostos, colhendo eventuais perdas de capital com resgates líquidos.
No Reino Unido, os ETFs podem ser protegidos do imposto sobre os ganhos de capital, colocando-os em uma Conta de Poupança Individual ou em uma pensão pessoal auto-investida, da mesma forma que muitas outras ações. Uma vez que os ETF residentes no Reino Unido seriam responsáveis pelo imposto sobre as sociedades do Reino Unido sobre dividendos não-britânicos, a maioria dos ETFs que detêm empresas não britânicas vendidas a investidores do Reino Unido são emitidas na Irlanda ou no Luxemburgo.

### Negociação
Um benefício importante de um ETF são os recursos parecidos com o de uma ação oferecidos. Um fundo mútuo é comprado ou vendido no final de um dia de negociação, enquanto os ETFs podem ser negociados sempre que o mercado estiver aberto. Uma vez que o comércio de ETFs no mercado, os investidores podem realizar os mesmos tipos de negócios que eles podem com uma ação. Por exemplo, os investidores podem operar vendido, usar uma ordem de limite, usar uma ordem de stop loss, comprar usando margem e investir o máximo ou o mínimo de dinheiro que desejam. Além disso, muitos ETFs têm a capacidade de opções (calls e puts) para serem lançadas contra eles. As estratégias de vendas cobertas permitem que os investidores potencialmente aumentem seus retornos em suas compras de ETF cobrando prêmios. Os fundos mútuos não oferecem esses recursos.

## Regulamentações
Nos EUA, novas regulamentações foram implementadas após o Flash Crash de 2010, quando os preços dos ETFs e outras ações e opções se tornaram voláteis, com o aumento dos mercados comerciais:1 e lances caem tão baixos quanto um centavo de dólar por ação no que a investigação da Commodity Futures Trading Commission (CFTC) descreveu como um dos períodos mais turbulentos da história dos mercados financeiros. :1
Esses regulamentos provaram ser inadequados para proteger os investidores no crash flash de 24 de agosto de 2015, "quando o preço de muitos ETFs pareceu descolado de seu valor subjacente". Os ETFs foram, portanto, submetidos a um maior escrutínio por parte dos reguladores e investidores. Os analistas da Morningstar reivindicaram em dezembro de 2015 que "os ETFs são uma tecnologia da era digital regida pela legislação da era da Depressão".

## Riscos

### Erro de aderência
O erro de aderência de um ETF é a diferença entre os retornos do ETF e seu índice de referência ou patrimônio. Um erro de aderência não-zero, portanto, representa uma falha ao replicar a referência como indicado no prospecto ETF. O erro de aderência é calculado com base no preço prevalecente da ETF e sua referência. É diferente do prêmio / desconto, que é a diferença entre o NAV do ETF (atualizado apenas uma vez por dia) e seu preço de mercado. Os erros de aderência são mais significativos quando o provedor ETF usa estratégias diferentes da replicação completa do índice subjacente. Alguns dos ETFs mais líquidos de ações tendem a ter um melhor desempenho de aderência porque o subjacente também é suficientemente líquido, permitindo a replicação total. Em contrapartida, alguns ETFs, como ETFs de commodities e seus ETF alavancados, não necessariamente empregam replicação completa porque os ativos físicos não podem ser armazenados facilmente ou usados para criar uma exposição alavancada, ou o recurso ou índice de referência é ilíquido. Os ETF baseados em futuros também podem sofrer rendimentos negativos, como se vê no mercado de futuros VIX.

### Efeitos sobre a estabilidade
Os ETFs que compram e possuem commodities ou futuros de commodities tornaram-se populares. Por exemplo, o SPDR Gold Shares ETF (GLD) tem 21 milhões de onças em trust. O ETF de prata, SLV, também é muito grande. Os ETFs de mercadorias são, de fato, consumidores de seus produtos alvo, afetando assim o preço de forma espúria. Nas palavras do FMI, "alguns participantes do mercado acreditam que a crescente popularidade dos fundos negociados em bolsa (ETFs) pode ter contribuído para o aumento do preço dos ativos em algumas economias emergentes e adverte que a alavancagem incorporada em ETFs poderia representar riscos de estabilidade financeira se os preços das ações caírem por um período prolongado".

### Risco regulatório
Os ETFs sintéticos estão atraindo atenção regulatória do FSB, o IMF, e o BIS. As áreas de preocupação incluem a falta de transparência nos produtos e a crescente complexidade; conflitos de interesse; e falta de conformidade regulamentar.

### Risco da contrapartida
Um ETF sintético possui risco de contraparte, porque a contraparte é contratualmente obrigada a igualar o retorno do índice. O acordo é negociado com garantia coligada pela contraparte de swap. Um risco potencial é que o banco de investimento que oferece o ETF pode publicar suas próprias garantias, e essa garantia pode ser de qualidade duvidosa. Além disso, o banco de investimento poderia usar sua própria mesa de negociação como contraparte. Estes tipos de configurações não são permitidos de acordo com as orientações europeias, os Undertakings for Collective Investment in Transferable Securities (UCITS), pelo que o investidor deve procurar fundos conformes ao UCITS III.

## Categorias de ETFs

### ETFs temáticos
Pesquisas demonstram a natureza subjetiva da definição de investimentos temáticos, como os ETFs temáticos de IA, frequentemente causada por critérios de seleção opacos, propondo uma metodologia baseada em dados que utiliza divulgações corporativas para melhorar a transparência. Recentemente, a SEC acusou dois consultores de investimento de "lavagem de IA" por exagerarem seu envolvimento com IA para explorar o entusiasmo do mercado.

## Liquidez
Os ETFs possuem uma ampla gama de liquidez. Alguns fundos são constantemente negociados, com dezenas de milhões de ações por dia mudando de mãos, enquanto outras trocam apenas de vez em quando, mesmo não negociando por alguns dias. Existem muitos fundos que não são comercializados com muita frequência. Isso significa que a maioria das negociações é conduzida nos fundos mais populares. Os fundos mais ativos (como SPY, IWM, QQQ, etc.) são muito líquidos, com alto volume e spreads apertados. Nestes casos, o investidor quase certamente obtém um preço "razoável", mesmo em condições difíceis. Com outros fundos, vale a pena tomar algum cuidado na execução. Isso não significa que fundos menos populares não sejam um investimento de qualidade. Isso contrasta com os fundos de investimento tradicionais, onde todos os que negociam no mesmo dia obtêm o mesmo preço.

## Criticismo
John C. Bogle, fundador do Vanguard Group, um dos principais emissores de fundos de investimento em índice (e, desde a aposentadoria do Bogle, de ETFs), argumentou que os ETFs representam a especulação de curto prazo, que suas despesas de negociação diminuem para os investidores e que a maioria dos ETFs oferece diversificação insuficiente. Ele admite que um ETF amplamente diversificado que é mantido ao longo do tempo pode ser um bom investimento.
Os ETFs dependem da eficácia do mecanismo de arbitragem para que o preço da ação atinja o valor patrimonial líquido. Embora o desvio médio entre o preço de fechamento diário e o valor liquidativo diário dos ETFs que acompanham os índices domésticos geralmente seja inferior a 2%, os desvios podem ser mais significativos para ETFs que rastreiam determinados índices estrangeiros. O Wall Street Journal informou, em novembro de 2008, durante um período de turbulência do mercado, que alguns ETFs levemente negociados freqüentemente apresentavam desvios de 5% ou mais, superando 10% em um punhado de casos, embora mesmo para esses ETFs de nicho, o desvio médio fosse apenas um pouco mais de 1%. Os negócios com os maiores desvios tenderam a ser feitos imediatamente após o mercado ter aberto.
De acordo com um estudo sobre os resultados de ETFs em 2009 pela Morgan Stanley, os ETFs perderam em 2009 seus objetivos em média de 1,25 pontos percentuais, uma diferença maior do que o dobro da média de 0,52 pontos percentuais lançada em 2008. Parte desse chamado erro de aderência é atribuído à proliferação de ETFs visando investimentos exóticos ou áreas onde a negociação é menos frequente, como ações de mercados emergentes, índices de commodities baseados em futuros contratos e junks.[carece de fontes?]
As vantagens fiscais dos ETFs não são relevantes para os investidores que utilizam contas diferidas (ou, de fato, os investidores que estão isentos de impostos em primeiro lugar). No entanto, os rácios de despesas mais baixos estão sendo difíceis de serem superados pelos defensores dos fundos de investimento tradicionais.
Em uma pesquisa de profissionais de investimentos, a desvantagem mais citada dos ETFs foram os índices desconhecidos, usados por muitos ETFs, seguido pela grande quantidade de escolhas.
Alguns críticos afirmam que os ETFs podem ser, e tem sido usado, para manipular os preços do mercado, incluindo terem sido usados para venda a descoberto que alguns observadores (incluindo Jim Cramer da TheStreet.com) têm atribuído ao colapso do mercado de 2008.

## Empresas que oferecem ETFs pelo mundo
- AdvisorShares: apenas gestão ativa de ETFs, a maior parte pertence a Fund.com
- Banco Itau: itnow na Bovespa
- Bips Investment Managers: Bips (Beta Investment Performance Securities)
- BNP Paribas: EasyETFs
- BlackRock: iShares
- Boost ETP: short (inversos) e alavancados incluindo 3x ativos e commodities
- Charles Schwab: oferece vários ETFs sem cobrar taxa de administração para os clientes
- Deutsche Bank: db x-trackers ETFs, assim como administra PowerShares DB commodity e ETFs de moedas-based ETFs
- ETF Securities: ETFs ou ETCs especializados em commodities
- Franklin Templeton: liberty line of ETFs
- Global X Funds: ETFs
- Guggenheim Funds: especificamente Guggenheim Funds ETFs
- Horizons ETFs Management (USA): Covered Call ETF (HSPX)
- Indo Premier Investment Management: Premier ETFs in Indonesia Stock Exchange
- Invesco: issues PowerShares ETFs, assim como BLDRS baseado em American Depositary Receipts
- Lyxor Asset Management: Lyxor ETFs
- Merrill Lynch: HOLDRs
- ProShares: empresa dos EUA que oferece ETFs alternativos
- Source UK Services: uma joint-venture europeia entre Bank of America Merrill Lynch, Goldman Sachs, Morgan Stanley, Nomura and J. P. Morgan oferece ETFs e ETCs
- State Street Global Advisors: SPDRs
- Van Eck Global: Market Vectors ETFs
- Vanguard Group: Vanguard ETFs, antigo VIPERs
- WisdomTree Investments